# Bhaktisiddhanta Saraswati
Bhaktisiddhanta Sárasuati Prabhupada (Puri, 6 de febrero de 1874 - Calcuta, 1 de enero de 1937), fue un religioso, escritor y predicador krisnaísta bengalí.
Nació con el nombre de Bimala Prasada Datta en la ciudad de peregrinación Yágannath Puri (en el estado de Orissa), en la costa oriental de la India.
Su padre era el escritor religioso krisnaísta bengalí Kedarnath Datta (quien fue conocido bajo el seudónimo de Bhaktivinoda Thakur), que trabajaba en la corte judicial inglesa.
Entre ambos revivieron el movimiento del religioso bengalí Chaitania (1486-1534), que había prácticamente desaparecido.

## Juventud

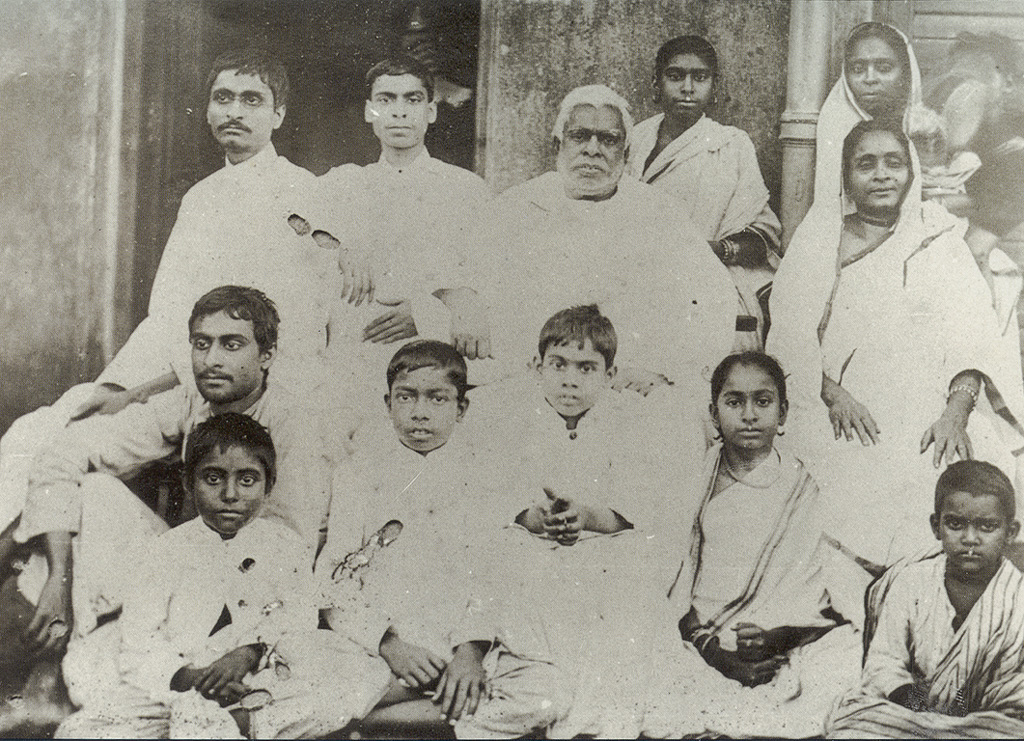
Bhaktivinoda con sus esposas y sus hijos, entre ellos Bhaktisiddhanta (en el extremo superior izquierdo de la fotografía).

Era el cuarto hijo de Sriyukta Bhagavati Devi y Kedarnat Bhaktivinoda Thakur Datta. A los siete años de edad, Bimala Prasad logró terminar de memorizar las 701 estrofas del Bhagavad-guita. Asistió a la escuela Serampore Missionary School. 
Un día comió un mango que no había sido ofrecido previamente al ídolo de la casa. Su padre Kedarnath lo castigó, y el niño prometió que nunca más en su vida volvería a comer mango, ni siquiera si se le había ofrecido antes a Krisná.
A los diez años, su padre le dio la primera iniciación en el mantra Hare Krishna y el mantra Narasimha Deva.

En la escuela aprendió sánscrito, matemática y astronomía.

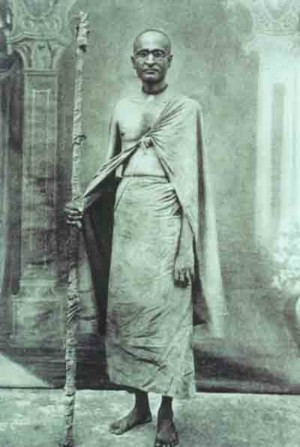
Bhaktisiddhanta Prabhupada a los 44 años de edad. Fotografía tomada el 29 de marzo de 1918, dos días después de tomar saniasa (la orden de vida de renunciante).

En su juventud tradujo al bengalí el Suria-siddhanta, uno de los tratados astronómicos más importantes de la India, que al menos desde mediados del siglo XIX se utilizaba en las escuelas secundarias, en el estado Maratha, y en idioma maratí.
Ya había sido traducido al inglés por el estadounidense Ebenezer Burgess,
En reconocimiento, en el templo krisnaísta le otorgaron el título Siddhanta Sárasuati.
En 1905 (según otros, en 1900), siguiendo el consejo de su padre, Siddhanta Sárasuati ―de 31 años― se acercó al santón bengalí Gaura Kisora dasa Bábayi.
Aunque el hosco Gaura Kisora era reconocido como una persona santa y gran devoto del dios Krisná, era analfabeto y no había dejado ninguna adición a las Escrituras krisnaístas (como era común en la tradición krisnaísta bengalí).
Satisfecho con la humildad y la dedicación de su discípulo altamente educado, Gauri-Kisora lo inició: le dio el nombre de Varsabhanavi Devi Dayita Dasa (aunque Siddhanta Sárasuati lo guardó en secreto, porque nunca lo utilizó como seudónimo en sus escritos de la época). Gaura Kishor le ordenó que predicara la religión de Krishna y dejara de lado todas las demás tareas.

## La Gaudiya Mat
Desde el principio del movimiento bengalí de bhakti (devoción a Krisná) de Chaitania, se permitía que se convirtieran personas de religión musulmana (como Haridasa Thakur o los hermanos Rupa y Sanatana Gosuami).
Prabhupada institucionalizó esta apertura en su misión Gaudiya Math en el siglo XX.
A la muerte de Bhaktivinoda Thakura en 1914, Siddhanta Sáraswati se convirtió en editor de la revista religiosa de su padre, el Sajjana-Tosani (‘la satisfacción de la gente santa’), a la que le cambió el nombre por el inglés The Harmonist.
Con donaciones de opulentos hinduistas, fundó la editorial Bhagwat Press para publicar la revista y nuevos libros.
En 1918, Siddhanta Sárasuati entró en la orden de vida de renuncia (la cuarta en la lista de cuatro órdenes: estudiante religioso, padre de familia, renunciante casado y completo renunciante). Aunque consideró que no había ningún maestro de la suficiente estatura espiritual como para darle esa iniciación, y como su maestro Gaura Kishora (a quien Siddhanta no había vuelto a ver desde su iniciación) había muerto en 1915, Siddhanta se autoinició ante la fotografía de Gaura Kishora. Adoptó el título de "Srila Bhaktisiddhanta Sárasuati Gosuami Majarash Prabhupada".
Creó desde cero la misión Gaudiya Math (‘templo bengalí’), predicó hasta hacer discípulos, que predicaron en toda la India y abrieron 64 pequeñas sucursales en todo el país.
Más tarde fundó la sede de su misión, la Chaitania Gaudiya Math, en Maiapur, el lugar de nacimiento de Chaitania (cuyos seguidores creen una encarnación de Krisná).
Más tarde envió a varios discípulos a Europa para que predicaran, pero no tuvieron éxito.

No ha habido, ni habrá, benefactores de mayor mérito que Chaitania Majaprabhú y sus devotos. La oferta de otros beneficios es solo un engaño, más bien un gran daño, mientras que el beneficio hecho por él y sus seguidores es el eterno beneficio más veraz y más grande de todos.
Este beneficio no es para un país en particular, causando daño a otro, sino que beneficia a todo el universo.
Bhaktisiddhanta Prabhupada

## Maestro de Bhaktivedanta Swami
En 1922, en Calcuta, Bhaktisiddhanta Prabhupada ―de 48 años― conoció al dueño de una pequeña farmacia ―de 26 años―, llamado Abhay Charan DE (1896-1977), y al ver que sabía inglés y era educado, le dijo con firmeza que debería predicar la religión bengalí en idioma inglés. En 1932, Bhaktisiddhanta Prabhupada inició a Abhay Charan De. En 1959, Abhay Charan De recibió la orden de saniasa y en 1965 viajó a Estados Unidos sin dinero ni amigos. Al año siguiente fundó el movimiento Hare Krishna, y desde 1968 se puso el mismo título que Bhaktisiddhanta: «Prabhupada» (‘aquel ante cuyos pies se inclinan los líderes’), lo cual sus hermanos espirituales miembros de la Gaudiya Math consideraron una afrenta a Bhaktisiddhanta Prabhupada.

## Aplicación moderna de la religión bengalí
Bhaktisiddhanta Prabhupada transformó las estrictas tradiciones del krisnaísmo bengalí para cumplir con las condiciones tecnológicas y sociales del siglo XX.
Él decidió que el sánkirtan (el canto en congregación) que había inventado Chaitania, debería ser reemplazado por la venta de libros religiosos. Por eso llamaba a la imprenta la brijat mridanga (el gran tambor) porque podía ser escuchado a miles de kilómetros de distancia.

## Posible envenenamiento de Bhaktisiddhanta Prabhupada

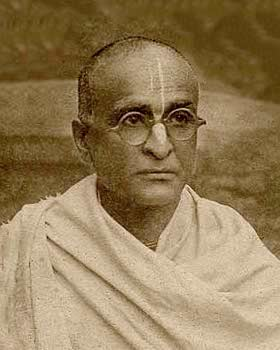
Bhaktisiddhanta a los cincuenta años aproximadamente (hacia 1924).

Hacia mediados o fines de 1936, varios discípulos líderes de Bhaktisiddhanta Prabhupada se ocuparon de la medicación de su gurú:

Lalita Prasad [hermano de Prabhupada] animaba a su hermano a poner en práctica las enseñanzas de su padre [Bhaktivinoda Thakur]. Estuvo involucrado y apoyó el trabajo de Prabhupada con la Gaudiya Math hasta que Tirtha Maharash [discípulo de Prabhupada] se convirtió en el gerente general. Lalita Prasad salvó a su hermano dos veces cuando este fue envenenado por Tirtha. La última vez, Lalita fue encerrado en una habitación para que no pudiera acercarse a su hermano. También trataron de envenenarlo a Lalita Prasad un par de veces, sin éxito.
Subal Das (discípulo de Bhaktivedanta)

Tenemos esta persona, Tirtha, que pudo haber estado relacionado con el envenenamiento de Bhaktisiddhanta; y de él, Bhaktivedanta Swami dice que es una serpiente y un usurpador. [...] Naráian Majarásh también conoce la historia, de que muchos consideran que Tirtha Majarásh fue para la Gaudiya Matha como Tamal Krisna fue para ISKCON: nadie confiaba en él, a nadie le gustaba, incluso lo temían y odiaban. Y algunos sospechan que fue él quien le "daba inyecciones" quizá con veneno a Bhaktisiddhanta Prabhupada, y así sucesivamente.
Puranjana Dasa (discípulo de Bhaktivedanta Swami), en un diálogo con Yasoda Nandan Dasa (otro discípulo)

Tamal Krishna Goswami [discípulo de Bhaktivedanta]: Yaiapataka Majarásh [otro discípulo de Bhaktivedanta] estuvo contando que un shankaracharia (o sea un gurú de la línea de Sankaracharya) ―hace un cierto tiempo― fue envenenado hasta morir. Desde esa época, ninguno de los acharias o gurús de la línea de Sankara comía nada que no fuera cocinado por sus propios hombres.
Bhaktivedanta Swami: Mi gurú majarash [Bhaktisiddhanta Prabhupada] también.
Traducción al español de la transcripción de una cinta magnetofónica

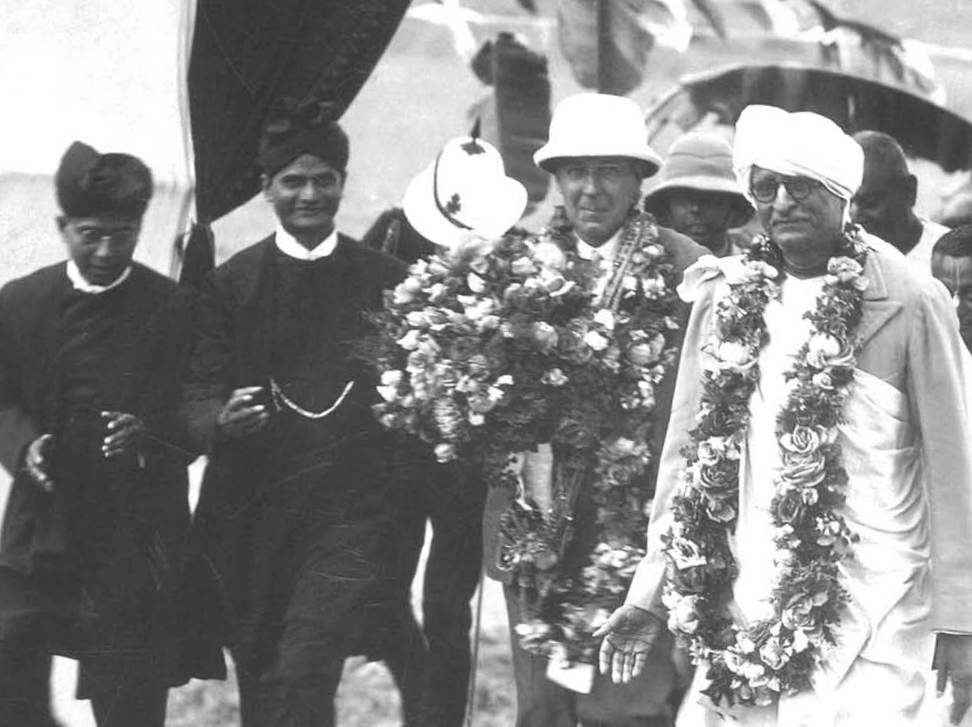
Bhaktisiddhanta recibe a John Anderson (1882-1958), el gobernador de Bengala.

En los últimos días de diciembre de 1936, Prabhupada llamó a sus discípulos (en esa época, Abhay Charanaravinda ―más tarde Bhaktivedanta Swami― no tenía relación con él) ante su lecho de muerte y le pidió a Bhakti Raksaka Srídhar Gosuami (1895-1988) que cantara la canción Sri Rupa Manjari pada (‘los pies de Rupa Mañyari’) ante la audiencia de los vaisnavas más elevados. Bhaktisiddhanta Prabhupada falleció en la madrugada 
del
4 de naraian del 450 (era Chaitania) o
16 de paush de 1343 (calendario bengalí) o
viernes 1 de enero de 1937.
Más tarde Sridhara les diría a sus discípulos que de ese modo Bhaktisiddhanta había sido admitido —en una especie de «vida paralela» en el mundo espiritual— en la sección rasa seva (exclusivo grupo de niñas pastorcitas prepúberes, que sirven a las pastoras adolescentes que sirven a Radha y Krisna).
Los krisnaístas bengalíes creen que el nacimiento de Bhaktisiddhanta Prabhupada aparece (en clave) en el Padma-purana (uno de los textos más extensos de la literatura india, aún no traducido completamente).